# Fantasía en do mayor (Schumann)

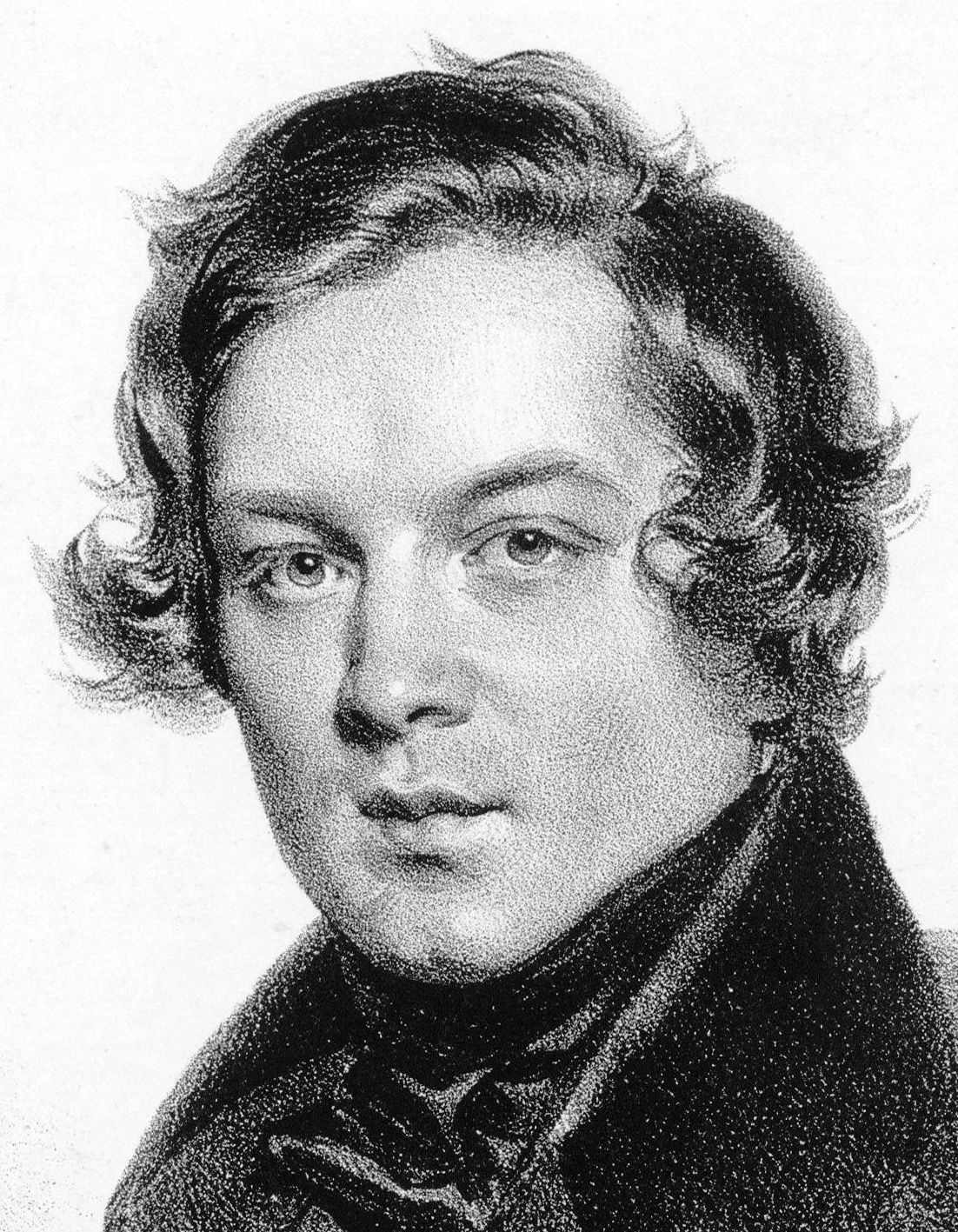
Robert Schumann en 1839.

La Fantasía en do mayor, Op. 17, cuyo título original es Phantasie o Fantasie, es una pieza para piano compuesta por Robert Schumann en 1836, cuando tenía veintiséis años. La obra está dedicada a Franz Liszt. Generalmente es descrita como una de las mejores piezas de Schumann para piano solo y constituye una de las obras centrales del primer Romanticismo.

## Historia

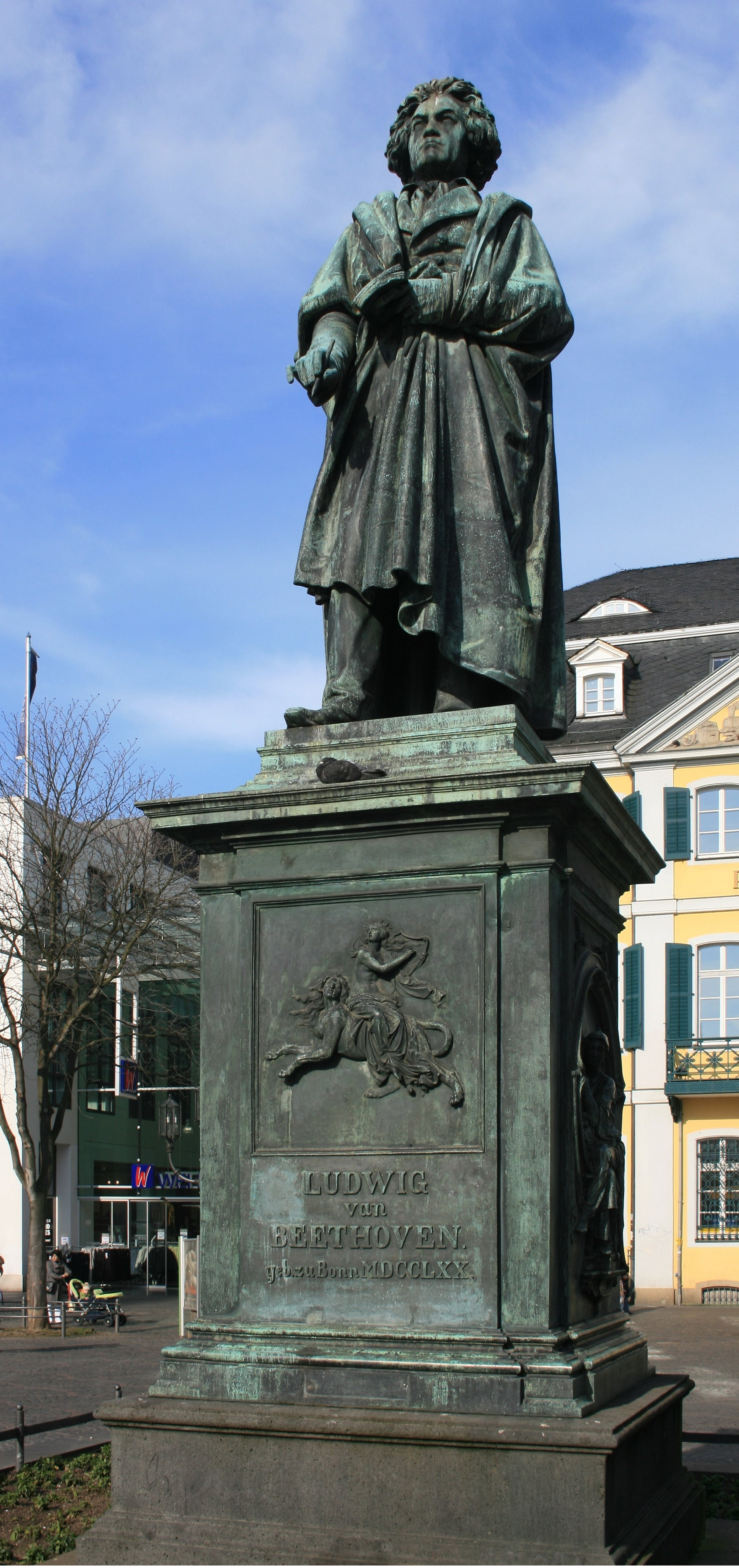
Monumento a Beethoven en Bonn.

La composición de esta pieza estuvo rodeada de una serie de circunstancias especiales que tuvieron un palpable impacto espiritual en la vida del compositor: un homenaje a la figura de Beethoven y la remembranza de su futura esposa Clara.

### Homenaje a Beethoven
En primer lugar, la obra fue concebida como una sonata para piano dedicada a la memoria de uno de sus modelos a seguir, Ludwig van Beethoven. De hecho, se basa en un motivo tomado del ciclo de canciones An die ferne Geliebte (A la amada lejana) compuesto por Beethoven en 1816. A finales de 1835 Franz Liszt planteó a sus amigos artistas su proyecto para levantar un monumento a Beethoven en Bonn. Robert se mostró sumamente entusiasta con la idea e ingenió su propia forma de colaborar con el plan, componiendo una sonata para piano para honrar a Beethoven, puesto que este género fue llevado a su máxima expresión por el genio de Bonn. De acuerdo con el plan de Schumann, los beneficios obtenidos por la publicación y venta de su sonata se destinarían al proyecto de Liszt. Sin embargo, su idea no fue bien acogida por Kistner, editor de sus obras, y su trabajo tuvo otro destino.
Los subtítulos elegidos por Robert para cada movimiento -Ruinas, Trofeos (o Arco del Triunfo) y Palmes (o Constelación)- intentaban retratar el recorrido espiritual de la vida de Beethoven. En su versión final, el maestro eliminó los subtítulos de cada movimiento. Pero lo más peculiar es que Schumann sugiere pequeños fragmentos de música de Beethoven en su propia sonata para rendirle homenaje póstumo. Así es como podemos reconocer pedazos de uno de sus lieder, así como del Concierto para piano "Emperador" y de sus quinta y séptima sinfonías.

### Añoranza de Clara

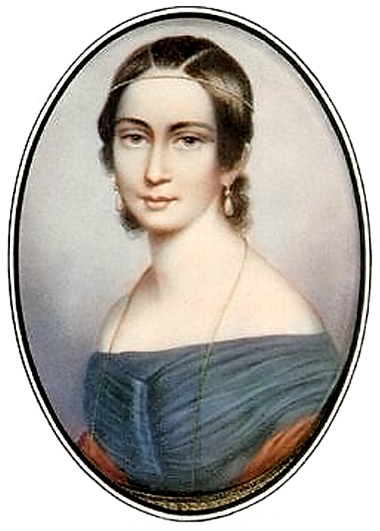
Clara Wieck en 1838.

Esta obra también revela los más profundos sentimientos que Schumann sentía hacia la pianista Clara Wieck, con quien se casaría cuatro años más tarde. Durante la época de la composición de la sonata, la pareja había sufrido una dolorosa separación, ya que el padre de Clara, Friedrich Wieck, se oponía a la relación de ambos. Durante un largo período Clara y Robert se vieron limitados a mantener comunicación epistolar y esta situación empezaba a minar el estado anímico de los enamorados. 
Robert le escribió lo siguiente:

«Sólo puedes entender la fantasía si recuerdas el infeliz verano de 1836, cuando renuncié a ti; ahora no tengo motivos para componer una música tan infeliz y melancólica.»

Ella, a su vez, respondió:

«Ayer recibí tu maravillosa fantasía; hoy todavía estoy medio enferma de éxtasis; mientras la tocaba me sentí involuntariamente atraída hacia la ventana, y allí me dieron ganas de saltar hacia las hermosas flores de primavera y abrazarlas.»

Schumann empleó en esta pieza elementos que tuvieran relación tanto con Beethoven como con Clara ya que en su mente tenía la idea fija del reencuentro. Por eso, uno de los fragmentos beethovenianos que incorporó fue el mencionado motivo del ciclo de lieder An die ferne Geliebte (A la amada lejana). Y precisamente seleccionó la melodía de un verso en particular, que reza: Nimm sie hin denn, diese Lieder, Die ich dir, Geliebte sang... (Acepta entonces esas canciones que yo canto para ti, amada mía). Asimismo, el Concierto Emperador es significativo porque era una de las obras que Clara ejecutaba con mayor frecuencia y maestría. 

### Publicación
Su primera publicación tuvo lugar en 1839 por la editorial Breitkopf & Härtel.  

## Estructura y análisis
La obra consta de tres movimientos:
- I. Durchaus fantastisch und leidenschaftlich vorzutragen, en do mayor 4
4
- II. Mässig. Durchaus energisch, en mi bemol mayor 4
4
- III. Langsam getragen. Durchweg leise zu halten, en do mayor 12
8

La interpretación de la pieza tiene una duración aproximada de 30 minutos. Difiere de la típica fantasía para teclado, que solía ser improvisada y en un solo movimiento, en que su forma se aproxima más a la de una sonata libre. También el orden de los movimientos, rápido-rápido-lento, no es el típico de la mayoría de las sonatas que es rápido-lento-rápido, aunque incluso en este aspecto existe una afinidad con el mundo poco convencional de las obras tardías de Beethoven en ese género.

### I.Durchaus fantastisch und leidenschaftlich vorzutragen
El primer movimiento, lleva la indicación Durchaus fantastisch und leidenschaftlich vorzutragen; Im Legenden-Ton que significa "Bastante fantástico y apasionado de interpretar; en tono de leyenda"). Está escrito en la tonalidad de do mayor y en compás de 4/4. Se trata de una pieza rapsódica, agitada y muy apasionada; de hecho, se describe mejor como una sonata-allegro muy modificada. El compositor convierte aquí su inconveniente habitual, la sustitución de un desarrollo real por fragmentos musicales sucesivos no relacionados, en la premisa estructural. Cada sección parece expirar, sin resolverse, para ser seguida por un nuevo comienzo. Sin embargo, con el elemento unificador del motivo de Beethoven, así como la consistencia con la que cada pasaje sucesivo crece y decrece, Schumann crea una estructura única que proporciona la apariencia de unidad a pesar de la fragmentación de su contenido. Nunca fue capaz de duplicar esta hazaña en obras posteriores, que tienden a estar fragmentadas en pequeños movimientos o, en el caso de sus esfuerzos a gran escala, carecen de la cohesión de la pieza.

### II.Mässig. Durchaus energisch
El segundo movimiento, marcado como Mässig. Durchaus energisch que es "Moderado. Bastante enérgico", está escrito en mi bemol mayor y mantiene el compás de compasillo. Es una solemne marcha con trío, con episodios que evocan la emoción del primer movimiento. Resulta bastante anodino a pesar de su gran escala. Con todo, trasciende lo mundano por la pura brillantez del material en sí. El incesante impulso rítmico de la sección principal es absolutamente convincente, mientras que los extraños ritmos intercalados del trío dan lugar a un pasaje de excepcional belleza lírica.

### III.Langsam getragen. Durchweg leise zu halten(Lentamente. En silencio todo el tiempo).
El tercer y último movimiento, indicado como Langsam getragen. Durchweg leise zu halten que quiere decir "Lento. En silencio todo el tiempo", vuelve a la tonalidad inicial de do mayor, mientras que el compás pasa a 12/8. Se trata de un movimiento lento, largo y meditativo. El haber elegido un movimiento de este tipo como Finale, si bien es inusual en una sonata, es un recurso que ya había sido explorado precisamente por Beethoven en sus Sonatas op. 109 y op. 111. Este rasgo confiere una mayor trascendencia artística a la totalidad de la obra, alejándola de todo afán del virtuosismo de un gran Finale. La forma de la pieza es igualmente sencilla y culmina en dos grandes clímax antes de la coda, más bien abreviada. En el transcurso del movimiento el tono pasa de místico a lírico y a majestuoso antes de repetirse. Originalmente Schumann había creado un cierre más extenso para esta obra, en el cual citaba el primer movimiento. Pero lo descartó antes de su publicación en favor de la coda que conocemos. La profundidad y la grandeza de esta Fantasía son tales que sólo un artista de primera categoría puede aspirar a hacer completa justicia a sus riquezas.

## Alusión y cita
Schumann incluyó en el prefacio de esta obra una cita de Friedrich Schlegel:
| Durch alle Töne tönet Im bunten Erdentraum ein leiser Ton gezogen für den, der heimlich lauschet. | Resonando a través de todas las notas en el sueño colorido de la tierra una tenue y larga nota suena para el que escucha en secreto. |

La cita musical de un motivo del ciclo de canciones de Beethoven An die ferne Geliebte en la coda del primer movimiento no fue reconocida por Schumann, y al parecer no fue descubierta hasta 1910. El texto del pasaje citado es: Acepta entonces estas canciones [amada, que yo canto sólo para ti]. Tanto la estrofa de Schlegel como la cita de Beethoven son apropiadas para la actual situación de separación de Robert de Clara Wieck. Schumann escribió a Clara: «Puede que el primer movimiento sea el más apasionado que he compuesto nunca, un profundo lamento por ti.» Aún les quedaban muchas tribulaciones por sufrir antes de casarse finalmente cuatro años más tarde.

## Recepción de la obra
Franz Liszt, el dedicatario de la pieza, era uno de los pocos pianistas capaces de satisfacer las exigencias entonces sin parangón de la Fantasie; en particular los rápidos saltos simultáneos en direcciones opuestas que se producen en la coda del segundo movimiento. Había tocado la pieza para Robert en privado y más tarde la incorporó a su repertorio didáctico. Pero la consideraba inadecuada para ser interpretada en público y de hecho nunca la tocó en concierto. Por su parte, Liszt devolvió el honor dedicando su propia Sonata para piano en si menor a Schumann en 1853. Clara Schumann no empezó a interpretar la Fantasie en sus conciertos hasta 1866, diez años después de la muerte del compositor.

## Discografía selecta
La Fantasie ha sido grabada e interpretada en concierto en numerosas ocasiones por grandes pianistas como Géza Anda, Leif Ove Andsnes, Martha Argerich, Claudio Arrau, Vladimir Ashkenazy, Jorge Bolet, Annie Fischer, Nelson Freire, Vladimir Horowitz, Wilhelm Kempff, Alicia de Larrocha, Murray Perahia, Maurizio Pollini, Sviatoslav Richter, Mitsuko Uchida, Mikhail Voskresensky, Marc-André Hamelin y Cyprien Katsaris.